# Opistognathus
Opistognathus es un género de peces de la familia Opistognathidae, del orden Perciformes. Este género marino fue descrito científicamente en 1816 por Georges Cuvier.

## Especies
Especies reconocidas del género:
- Opistognathus adelus Smith-Vaniz, 2010[2]
- Opistognathus afer Smith-Vaniz, 2010[2]
- Opistognathus albicaudatus Smith-Vaniz, 2011[3]
- Opistognathus alleni Smith-Vaniz, 2004
- Opistognathus annulatus (Eibl-Eibesfeldt & Klausewitz, 1961)
- Opistognathus aurifrons (D. S. Jordan & J. C. Thompson, 1905)
- Opistognathus brasiliensis Smith-Vaniz, 1997
- Opistognathus brochus W. A. Bussing & Lavenberg, 2003
- Opistognathus castelnaui Bleeker, 1860
- Opistognathus crassus Smith-Vaniz, 2010[2]
- Opistognathus cuvierii Valenciennes, 1836
- Opistognathus cyanospilotus Smith-Vaniz, 2009
- Opistognathus darwiniensis W. J. Macleay, 1878
- Opistognathus decorus Smith-Vaniz & Yoshino, 1985
- Opistognathus dendriticus (D. S. Jordan & R. E. Richardson, 1908)
- Opistognathus dipharus Smith-Vaniz, 2010[2]
- Opistognathus elizabethensis Smith-Vaniz, 2004
- Opistognathus ensiferus Smith-Vaniz, 2016 [4]
- Opistognathus evermanni (D. S. Jordan & Snyder, 1902)
- Opistognathus eximius (J. D. Ogilby, 1908)
- Opistognathus fenmutis Acero P & Franke, 1993
- Opistognathus fossoris W. A. Bussing & Lavenberg, 2003
- Opistognathus galapagensis G. R. Allen & D. R. Robertson, 1991
- Opistognathus gilberti J. E. Böhlke, 1967
- Opistognathus hongkongiensis W. L. Y. Chan, 1968
- Opistognathus hopkinsi (D. S. Jordan & Snyder, 1902)
- Opistognathus inornatus E. P. Ramsay & J. D. Ogilby, 1887
- Opistognathus iyonis (D. S. Jordan & W. F. Thompson, 1913)
- Opistognathus jacksoniensis W. J. Macleay, 1881
- Opistognathus latitabundus (Whitley, 1937)
- Opistognathus leprocarus Smith-Vaniz, 1997
- Opistognathus liturus Smith-Vaniz & Yoshino, 1985
- Opistognathus lonchurus D. S. Jordan & C. H. Gilbert, 1882
- Opistognathus longinaris Smith-Vaniz, 2010[2]
- Opistognathus macrognathus Poey, 1860
- Opistognathus macrolepis W. K. H. Peters, 1866
- Opistognathus margaretae Smith-Vaniz, 1983
- Opistognathus maxillosus Poey, 1860
- Opistognathus megalepis Smith-Vaniz, 1972
- Opistognathus melachasme Smith-Vaniz, 1972
- Opistognathus mexicanus G. R. Allen & D. R. Robertson, 1991
- Opistognathus muscatensis Boulenger, 1888
- Opistognathus nigromarginatus Rüppell, 1830
- Opistognathus nothus Smith-Vaniz, 1997
- Opistognathus panamaensis G. R. Allen & D. R. Robertson, 1991
- Opistognathus papuensis Bleeker, 1868
- Opistognathus pardus Smith-Vaniz, Bineesh & Akhilesh, 2012[5]
- Opistognathus punctatus W. K. H. Peters, 1869
- Opistognathus randalli Smith-Vaniz, 2009
- Opistognathus reticeps Smith-Vaniz, 2004
- Opistognathus reticulatus (McKay, 1969)
- Opistognathus rhomaleus D. S. Jordan & C. H. Gilbert, 1882
- Opistognathus robinsi Smith-Vaniz, 1997
- Opistognathus rosenbergii Bleeker, 1856
- Opistognathus rosenblatti G. R. Allen & D. R. Robertson, 1991
- Opistognathus rufilineatus Smith-Vaniz & G. R. Allen, 2007
- Opistognathus scops (O. P. Jenkins & Evermann, 1889)
- Opistognathus seminudus Smith-Vaniz, 2004
- Opistognathus signatus Smith-Vaniz, 1997
- Opistognathus simus Smith-Vaniz, 2010[2]
- Opistognathus smithvanizi W. A. Bussing & Lavenberg, 2003
- Opistognathus solorensis Bleeker, 1853[4]
- Opistognathus stigmosus Smith-Vaniz, 2004
- Opistognathus trimaculatus Hiramatsu & Endo, 2013[6]
- Opistognathus variabilis Smith-Vaniz, 2009
- Opistognathus verecundus Smith-Vaniz, 2004
- Opistognathus walkeri W. A. Bussing & Lavenberg, 2003
- Opistognathus whitehursti (Longley, 1927)

## Galería

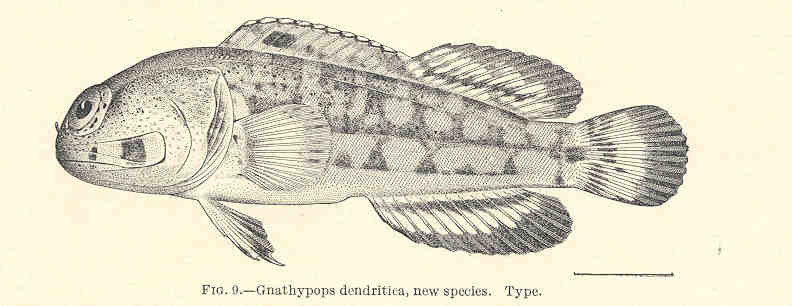
Opistognathus dendriticus
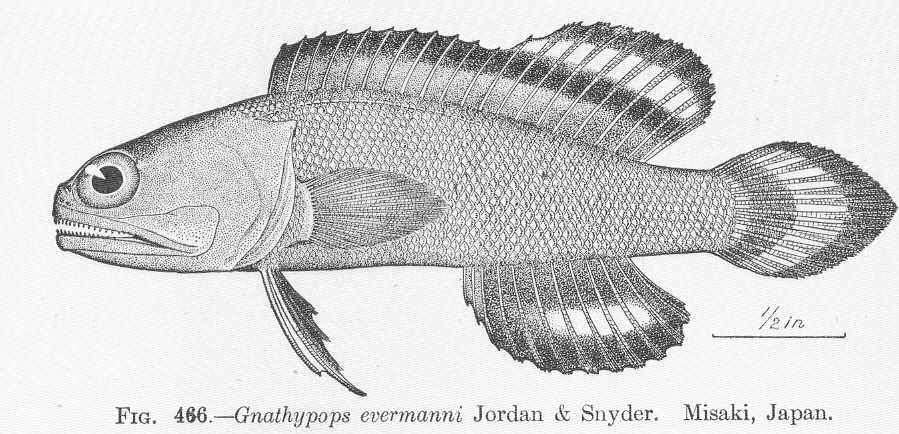
Opistognathus evermanni
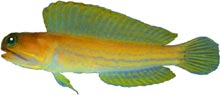
Opistognathus lonchurus
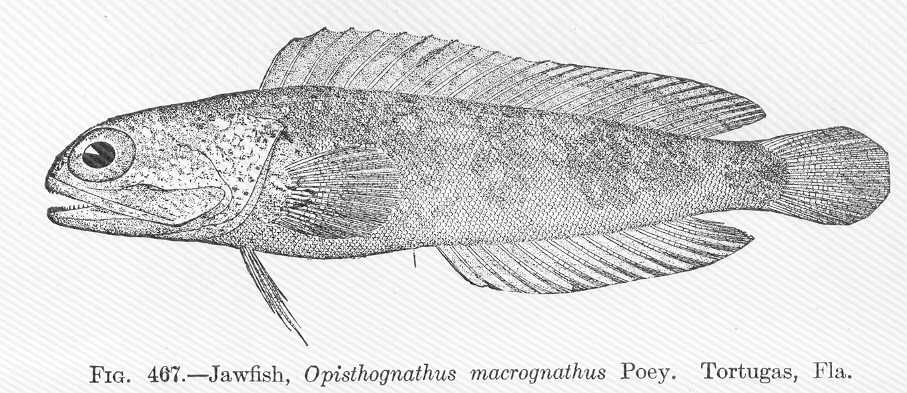
Opistognathus macrognathus
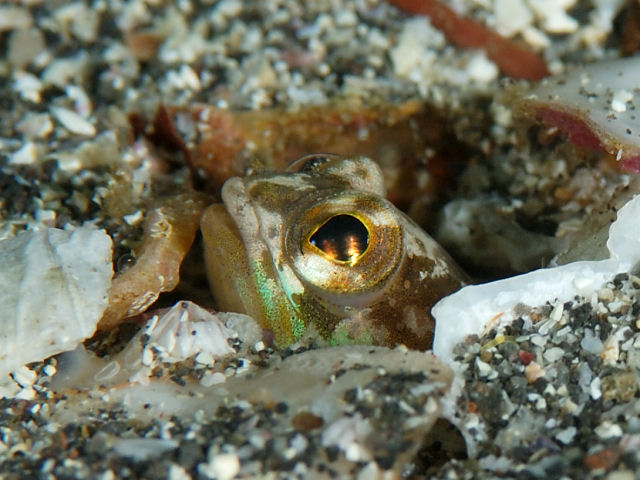
Opistognathus iyonis

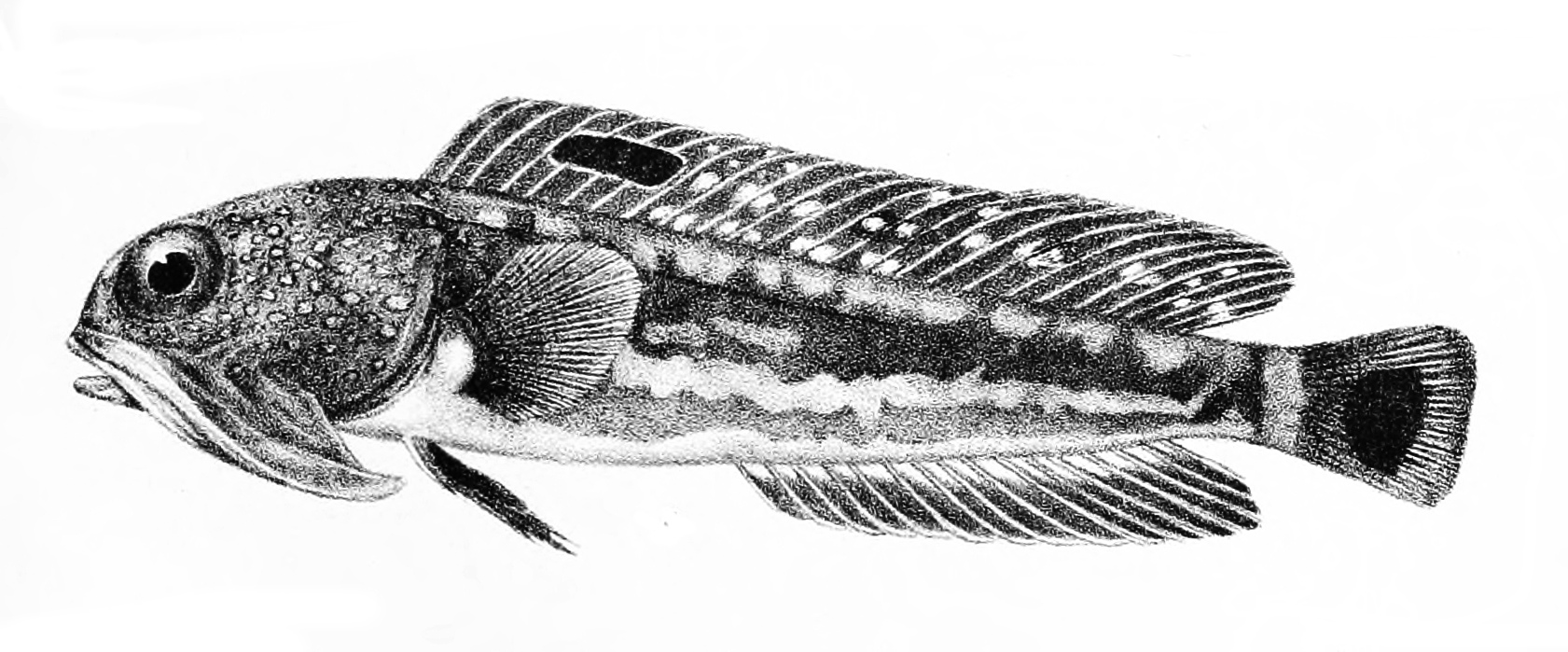
Opistognathus nigromarginatus
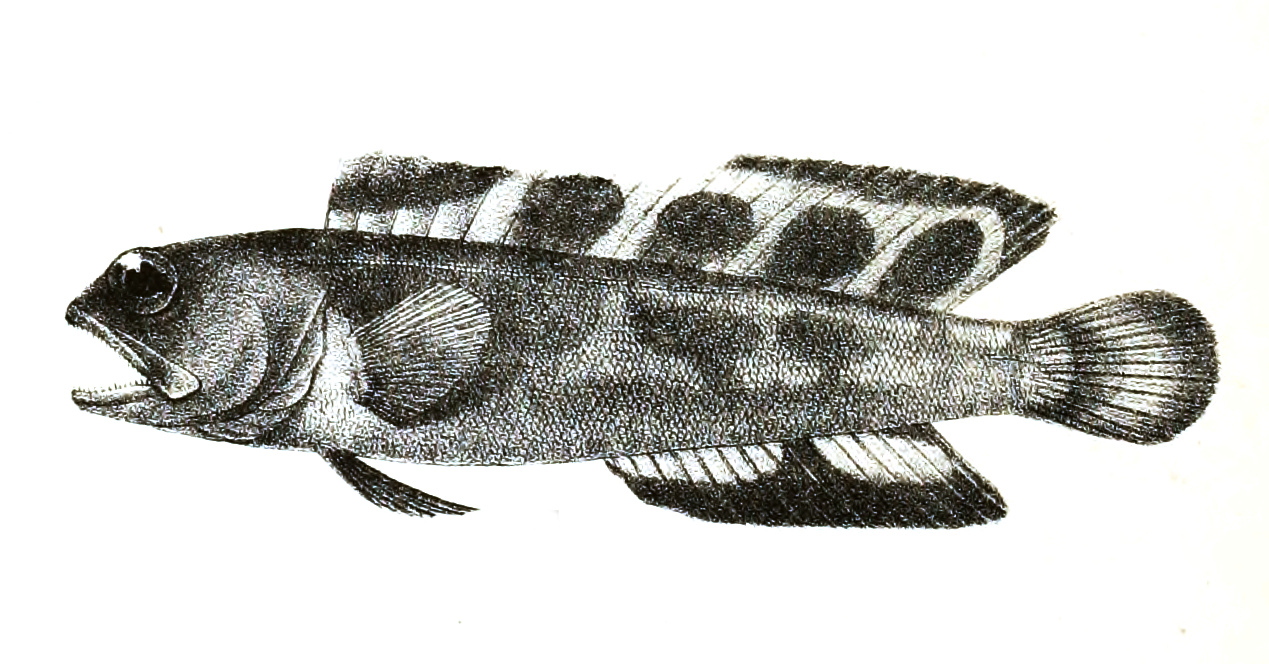
Opistognathus rosenbergii
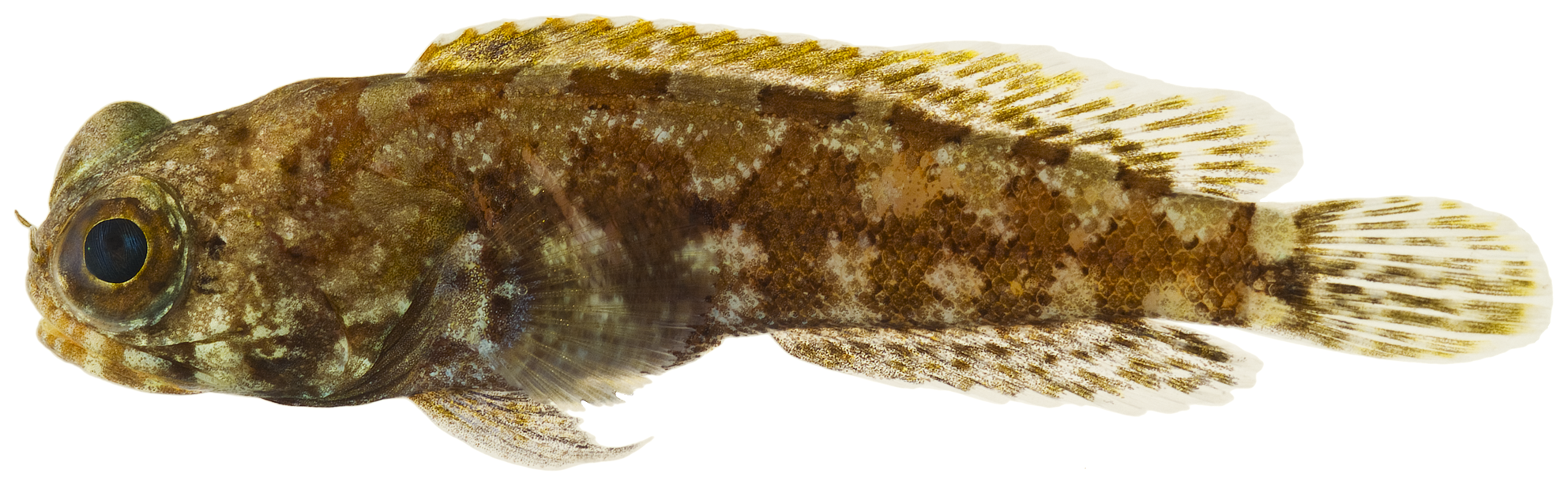
Opistognathus rosenblatti
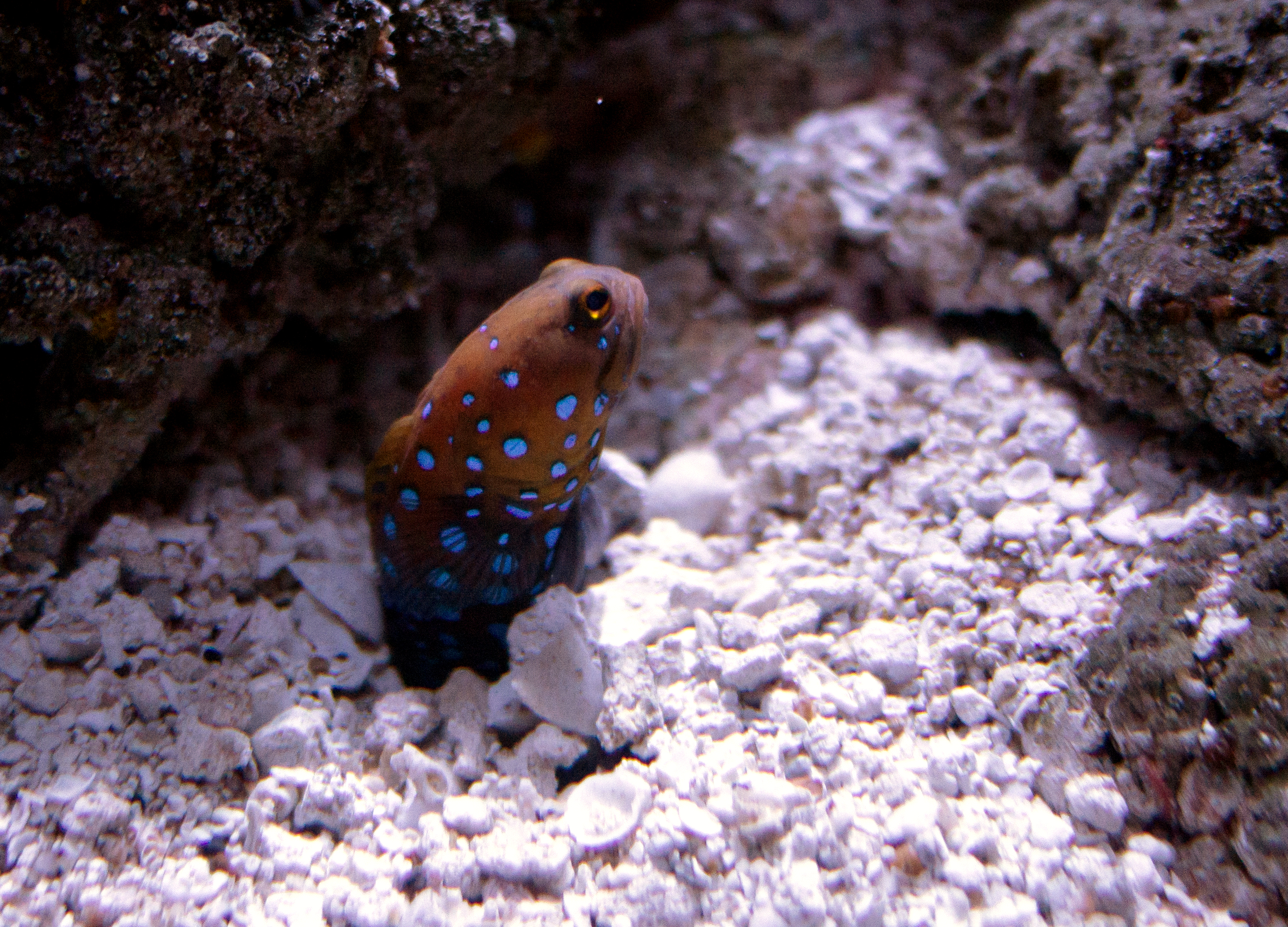
Opistognathus macrognathus
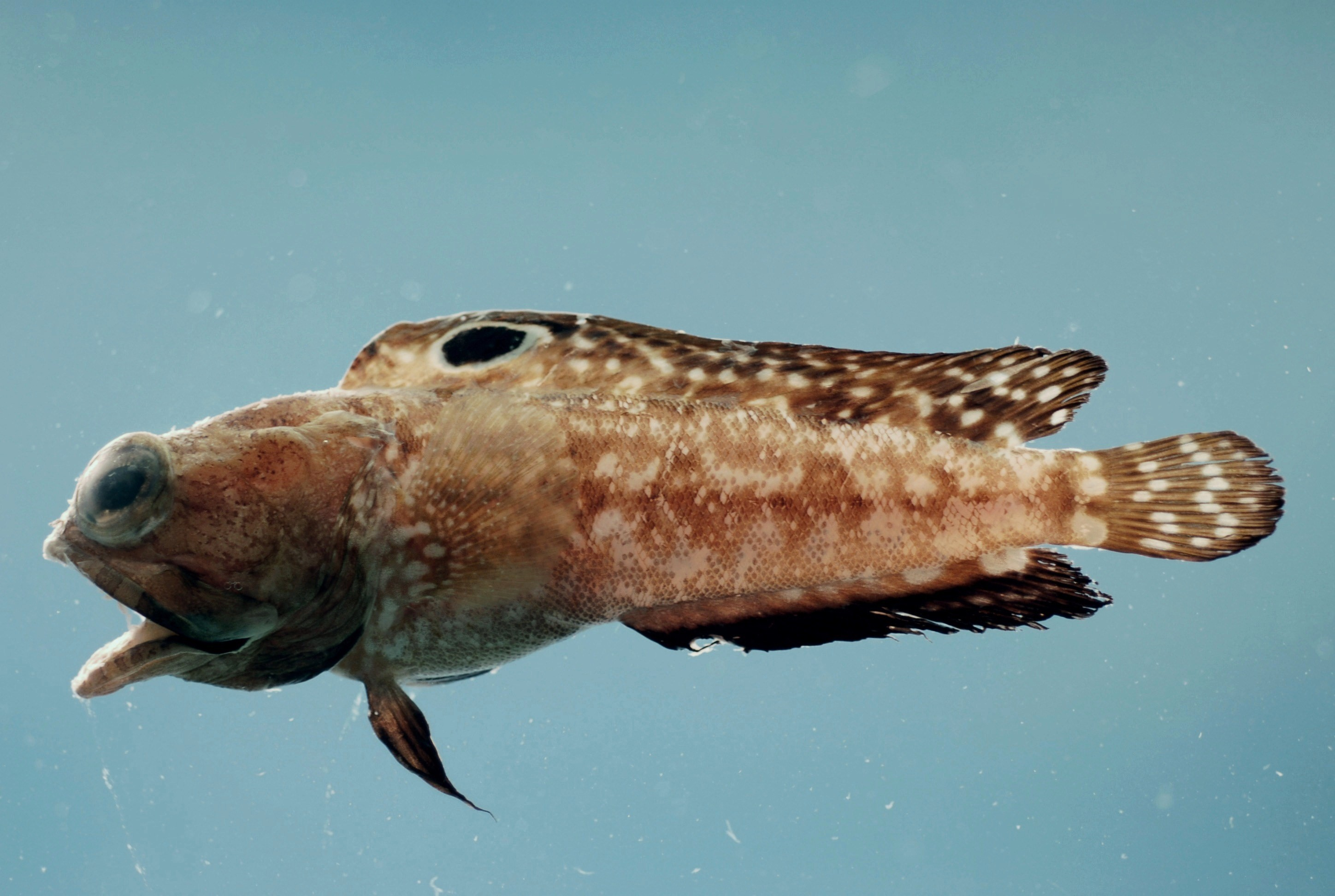
Opistognathus robinsi